# Házael González
Házael González (Zarréu, Astúries, 18 de febrer de 1976) és un escriptor asturià, establert a Mallorca, especialitzat en literatura fantàstica. La seva obra más reconeguda és el cicle Historias de la Tierra Incontable, publicat des de 2012.

## Trajectòria
És llicenciat en Història de l'Art per la Universitat de Barcelona (UB) i Màster de Patrimoni Cultural (Investigació i Gestió) per la Universitat de les Illes Balears (UIB). És columnista en el diari Última Hora i a la revista web especialitzada en cinema fantàstic Scifiworld, amb ressenyes sobre literatura fantàstica. També ha estat crític de cinema i còmic a revistes especialitzades com Volumen Dos, Top Cómic, Hentai, Wizard o Dolmen. Ha estat locutor d'emissores com Ona Mallorca o IB3 Ràdio i professor de periodisme, publicitat i protocol a la universitat ESERP. És membre de l'Associació Balear d’Amics de les Bandes Sonores (ABABS), dedicada a la promoció i difusió de la música de cinema, i va participar en la XXXII Trobada d'Escriptors i Crítics de les Lletres Espanyoles, celebrat a Pendueles (Llanes, Astúries), entre d'altres activitats. Finalment, i paral·lelament a la tasca com a escriptor, va incorporar l'edició a la seva activitat literària.

## Obra publicada

### Literatura fantàstica
- Círculo Primero: el Despertar. Alberto Santos Editor, 2012. ISBN 978-84-15238-40-9; Dolmen Editorial, 2019. ISBN 978-84-17389-90-1
- Círculo Segundo: Viaje a la Profundidad. Alberto Santos Editor, 2013. ISBN 978-84-15238-46-1
- Círculo Tercero: la Música del Mundo. Alberto Santos Editor, 2014. ISBN 978-84-15238-64-5
- Historias Élficas. Alberto Santos Editor, 2015. ISBN 978-84-15238-86-7
- Historias de la Verdadera. Alberto Santos Editor, 2016. ISBN 978-84-94536-82-3
- Círculo Cuarto: las Manos del Tiempo. Alberto Santos Editor, 2017. ISBN 978-84-947250-0-5
- Historias de Sirenas. Dolmen Editorial, 2019. ISBN 978-84-17389-89-5

### Còmic
- Arn, el Navegante.[10] Dolmen Editorial, 2021. ISBN 978-84-18510-83-0 (guió de Házael González, il·lustracions de Raúlo Cáceres)

### Literatura zombi
- La Muerte Negra.[11] Dolmen Editorial, 2010. ISBN 978-84-937544-4-0
- Quijote Z.[12] Dolmen Editorial, 2010. ISBN 978-84-937544-8-8

### Música de cinema
- Música per al Nou Mil·lenni. Edicions Documenta Balear, 2006. ISBN 978-84-96376-73-1
- Casino Royale. La Música de las Películas de James Bond.[13] Alberto Santos Editor, 2014. ISBN 978-84-15238-68-3

### Assaig
- Danzando con la Realidad: las Creaciones Meta-Artísticas de Alejandro Jodorowsky.[14] Dolmen Editorial, 2011. ISBN 978-84-15201-22-9

### Viatges
- La vuelta al mundo en 111 días.[15] Plan B Publicaciones, 2021. ISBN 978-84-17956-89-9

### Conte infantil
- ¿De qué están hechos los sueños? Alberto Santos Editor, 2015. ISBN 978-84-15238-88-1
- ¿Dónde está Halloween?[16][17][18] Disset, 2024. ISBN 978-84-96199-61-3

### Altres
- Kama Sutra Japonés. Ediciones Robinbook, 2007. ISBN 978-84-7927-888-5